# Noël Pruneau
Noël Pruneau (Paris, 1er octobre 1749 - Rozay-en-Brie, 19 janvier 1802) est un dessinateur et graveur sur cuivre français.

## Biographie
Noël Pruneau naît le 1er octobre 1749.

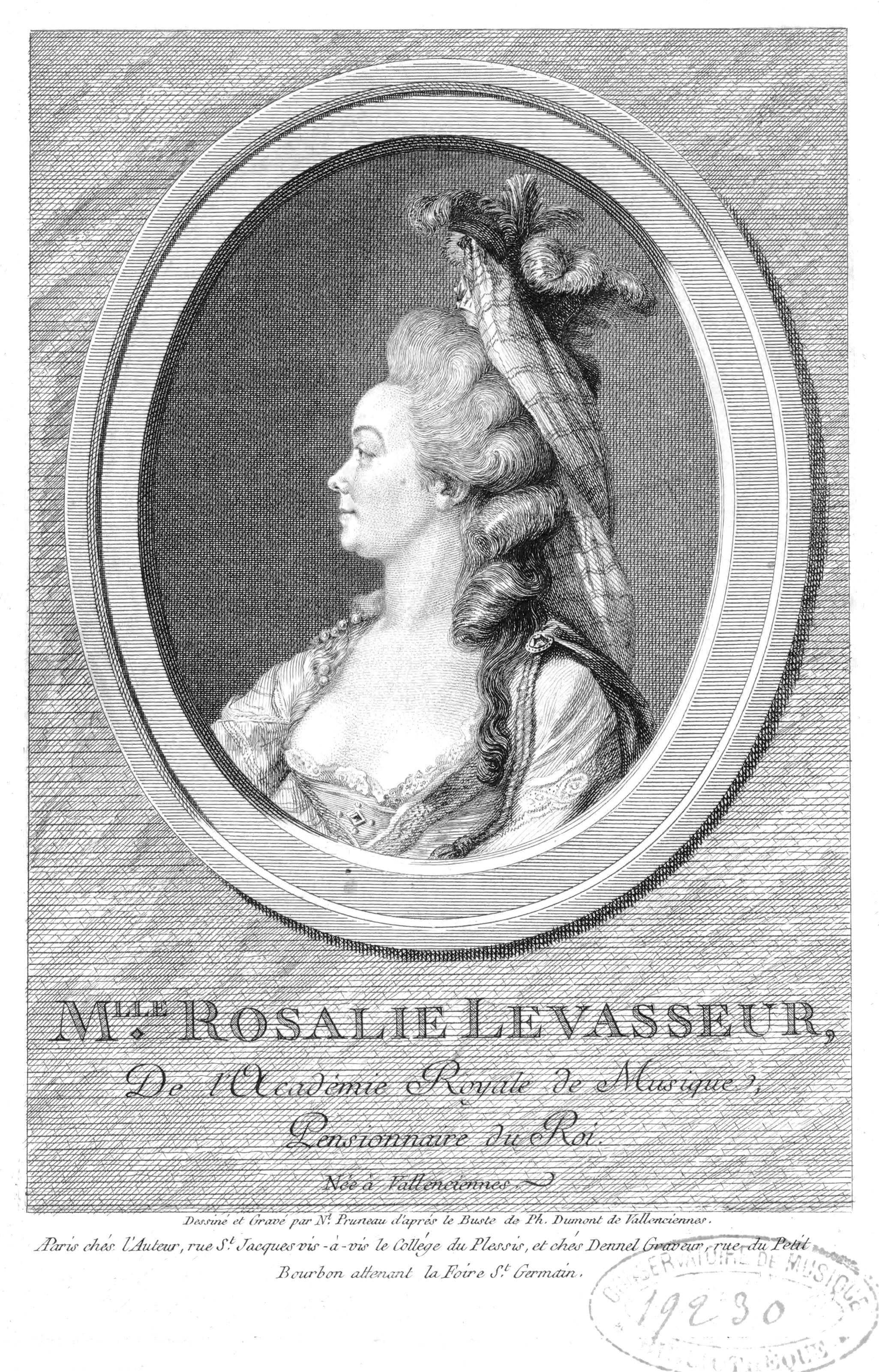
Rosalie Levasseur, dessiné et gravé par Pruneau

Élève d'Augustin de Saint-Aubin, il grave des portraits et des scènes de genre.
L'atelier de Pruneau était situé dans la rue Saint-Jacques à Paris où il vendait également ses œuvres.
Il meurt le 19 janvier 1802.

## Œuvre
- 1790 :
  - Mlle Rosalie Levasseur, de l'Académie royale de musique, pensionnaire du roi[4].
  - Frontispice du Discours sur l'inégalité de Jean-Jacques Rousseau, dans le volume 7 de l'édition des Œuvres complètes, Paris, Poinçot[5].
- Sans date : L'amour à l'espagnole[4]